# Inredningsarkitekt
En inredningsarkitekt har expertkunskap om och ritar inredningar till arbetsplatser, offentliga miljöer och privata bostäder. Andra vanliga arbetsområden som inredningsarkitekter arbetar med är butiker, hotell, utställningar och möbelformgivning. En inredningsarkitekt kan även rita möbler och annan lös inredning. Inredningsarkitektur handlar bland annat om relationer mellan rummets form och rymd, dess ljus och kulör samt om material och möbler. Idag (2018) finns cirka 600 yrkesverksamma inredningsarkitekter i Sverige. Hälften av dessa driver egen verksamhet och de flesta andra arbetar på arkitektkontor, inredningsarkitektkontor eller designbyråer.
1953–2002 organiserades inredningsarkitekter i organisationen Sveriges Inredningsarkitekters Riksförbund (SIR). För medlemskap krävdes examen från en högre konstindustriell utbildning eller dokumenterad yrkeserfarenhet. 2002 gick organisationen upp i Sveriges Arkitekter.

## Utbildning
Sveriges Arkitekter ger den rätt att använda yrkestiteln arkitekt SIR/MSA som gått den femåriga inredningsarkitektutbildningen på Konstfack i Stockholm och Högskolan för design och konsthantverk (HDK) i Göteborg (och därefter varit verksamma i yrket i två år). De båda skolorna tar emot elever efter antagningsprov. Sveriges Arkitekter erkänner även de europeiska utbildningar som är erkända av ECIA (European Council of Interior Architects). Det finns dock många yrkesverksamma inredningsarkitekter i Sverige som har gått på andra skolor än de som Sveriges Arkitekter erkänner. Men i regel krävs fem genomförda års utbildning vid universitet eller högskola med relevans till yrket för att kunna arbeta som inredningsarkitekt i Sverige.